# Piedra de Arucas
La piedra de Arucas es una roca basáltica que se usa en cantería y se extrae en canteras del municipio de Arucas, en la isla de Gran Canaria, España. Es una traquita-fonolita, con algunas variaciones dependiendo del lugar de donde se extraiga.

## Historia
A inicios del siglo XX, en una de las canteras más valoradas de Gran Canaria, la de La Goleta (Arucas), podían estar trabajando más de mil labrantes, término que también designa al especialista en estos trabajos. Es, además uno de los municipios que más labrantes ha tenido y tiene en la actualidad. Se mantiene por una mezcla entre tradición y nuevas tecnologías. Otras canteras a destacar se encuentran en Artenara, Teror y Santa Brígida.

## Uso
El trabajo de cantero se compagina con el del labrante, también llamados escultores o artistas de la piedra. Estos últimos llegaron a trasladarse a las diferentes islas de Canarias para realizar sus trabajos en los monumentos y grandes edificios. Cuba contó con algunos labrantes que se encontraban exiliados y participaron en la labra del Malecón de La Habana. También llega la piedra de Arucas hasta San Antonio de Texas (Estados Unidos). Hay datos de su presencia en el sur de Bolivia y en Venezuela en la Plaza de Canarias de Caracas.

## Canteras
Las dos únicas canteras que siguen activas donde se extrae la piedra de Arucas son:
Cantera Lomo Tomás de León, se extrae una roca con aspecto grisáceo de grano muy fino, casi sin ley. Apta para cualquier uso excepto la pulimentación extrema.
Cantera de Rosa Silva, de donde se extrae la "Piedra Azul", con aspecto gris azulado de material muy compactado que pule de modo similar a los granitos. Es apta para cualquier uso, aceptando cualquier tipo de acabado salvo el labrado por su extrema dureza.

## Otras canteras
En la Isla de Gran Canaria se encuentran en activo lotras canteras, aunque muchas tienen restringida su extracción. Entre las más importantes podemos destacar: La Cantera de Piedra Roja de Tamadaba, La Cantera de Piedra Verde de Tirma, la Cantera de Ayagaures, La Cantera de Piedra de Ocre de Teror, la Cantera de Piedra Blanca de la Presa de Pinos de Arucas, la veta de la Cantera de Gáldar, la Cantera de Piedra de San Lorenzo y la Cantera del Monte.